# Stitches (альбом)
Stitches — седьмой студийный альбом американской рок-группы Califone из Чикаго (штат Иллинойс), выпущенный 3 сентября 2013 года на лейбле Dead Oceans.

## Отзывы
| Совокупная оценка | Совокупная оценка |
| Источник          | Оценка            |
| ----------------- | ----------------- |
| Metacritic        | 81/100            |
| Оценки критиков   |                   |
| Источник          | Оценка            |
| Allmusic          | [ 2 ]             |
| Paste Magazine    | 8.9/10            |
| Slant Magazine    | [ 4 ]             |

Альбом получил положительные отзывы от музыкальных критиков.

## Список композиций
| №   | Название                         | Длительность |
| --- | -------------------------------- | ------------ |
| 1.  | «Movie Music Kills a Kiss»       | 4:22         |
| 2.  | «Stitches»                       | 3:33         |
| 3.  | «Frosted Tips»                   | 4:03         |
| 4.  | «Magdalene»                      | 5:19         |
| 5.  | «Bells Break Arms»               | 5:02         |
| 6.  | «Moonbath.Brainsalt.A.Holy.Fool» | 6:41         |
| 7.  | «Moses»                          | 4:09         |
| 8.  | «A Thin Skin of Bullfight Dust»  | 5:53         |
| 9.  | «We Are a Payphone»              | 4:17         |
| 10. | «Turtle Eggs/An Optimist»        | 2:38         |